# Monségur (Gironde)
Monségur is een gemeente in het Franse departement Gironde (regio Nouvelle-Aquitaine). De plaats maakt deel uit van het arrondissement Langon. Monségur telde op 1 januari 2022 1.585 inwoners.

## Geografie
De oppervlakte van Monségur bedroeg op 1 januari 2022 9,91 vierkante kilometer; de bevolkingsdichtheid was toen 159,9 inwoners per km².

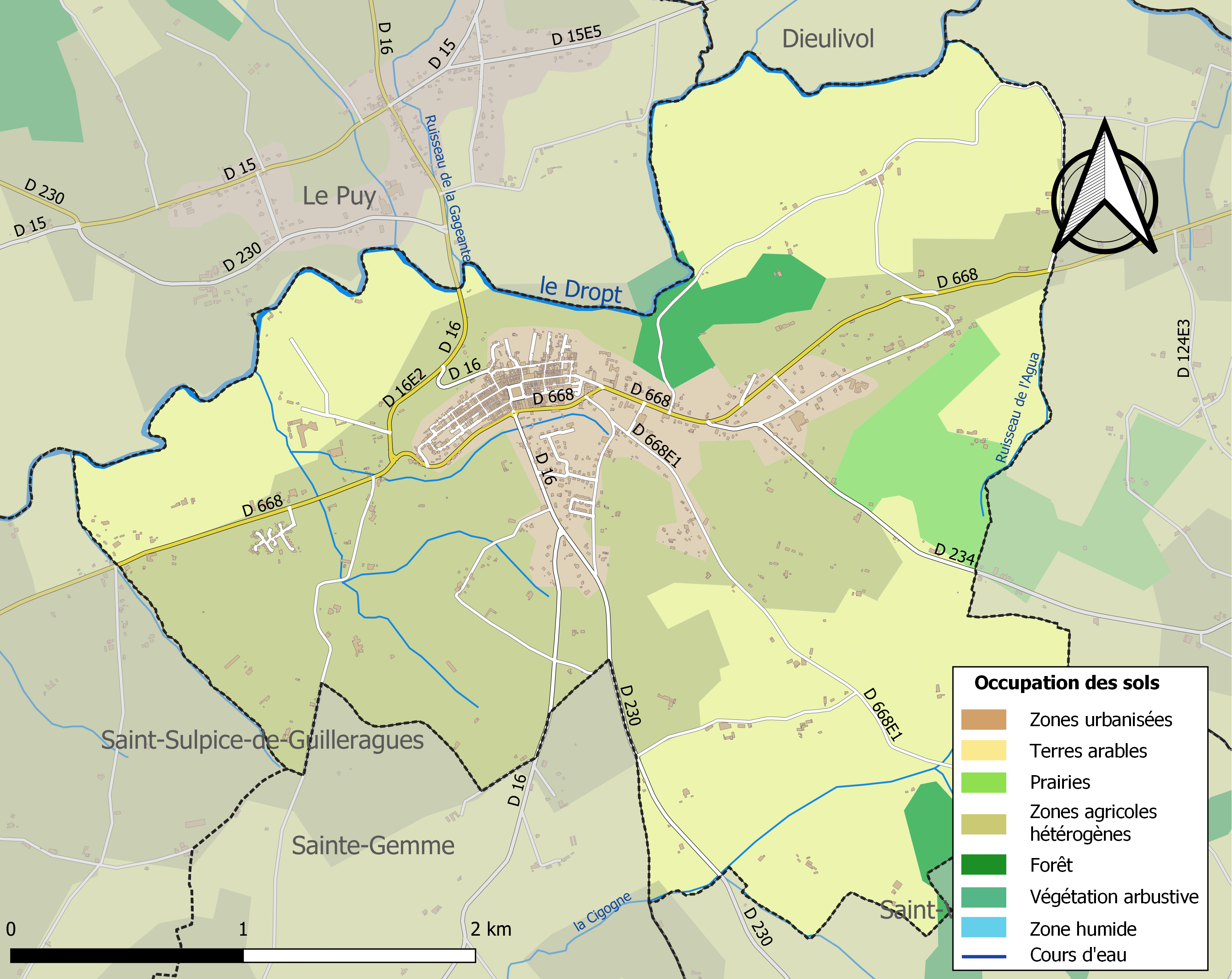
Kaart van de gemeente met belangrijkste infrastructuur, bodemgebruik en omliggende gemeenten

## Demografie
Onderstaande figuur toont het verloop van het inwonertal (bron: INSEE-tellingen).

## Afbeeldingen

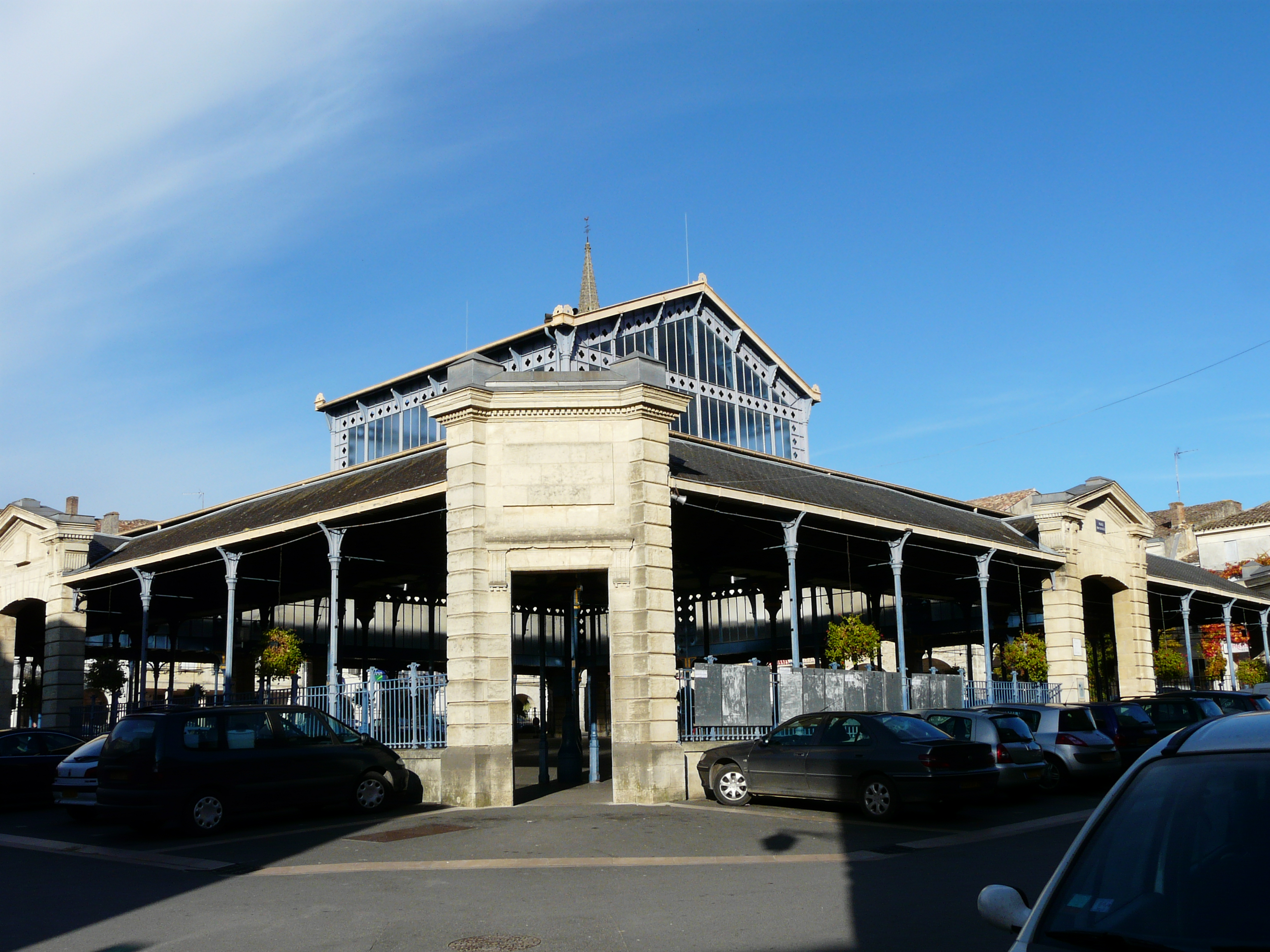
Markthal
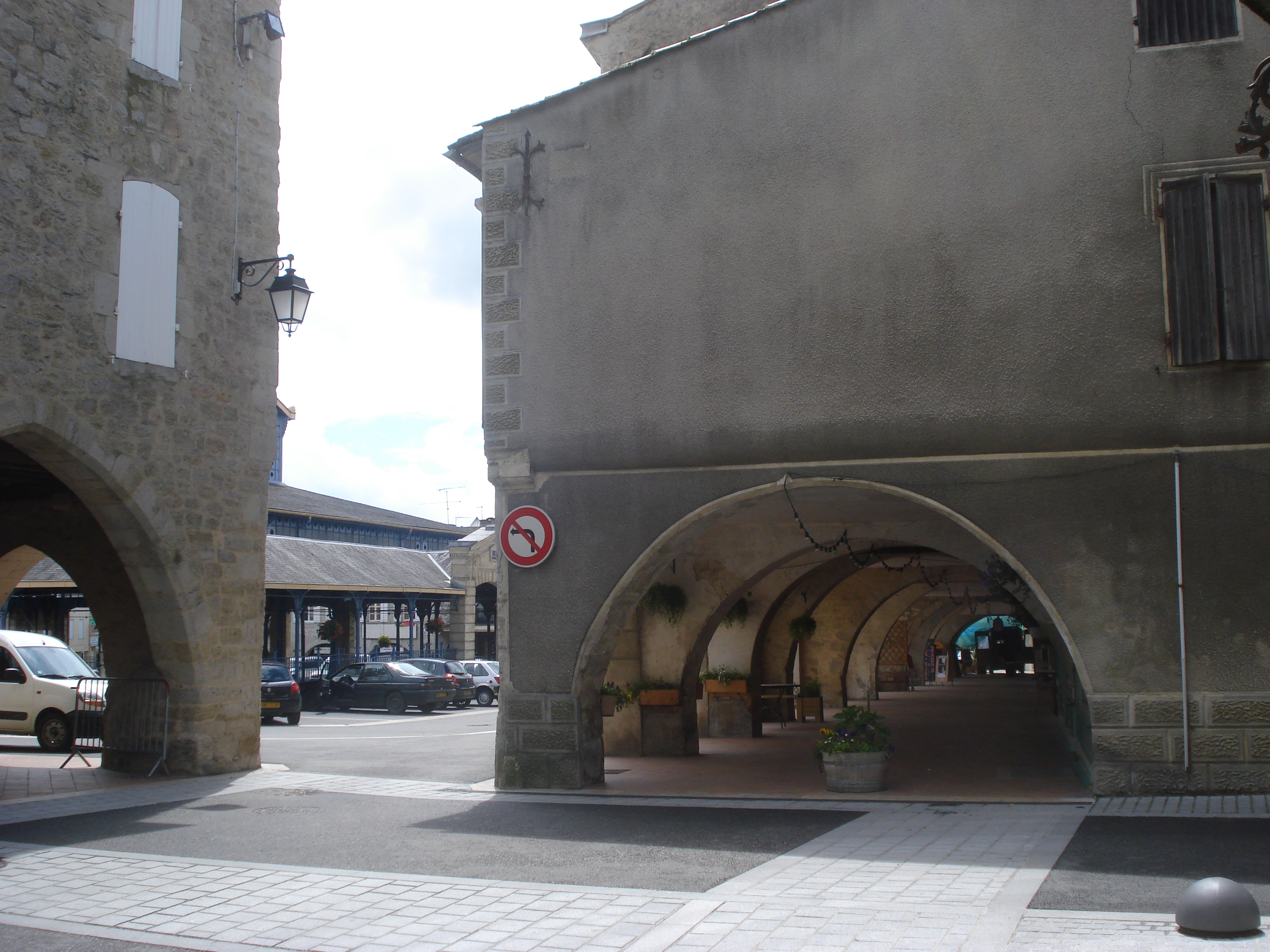
Arcaden
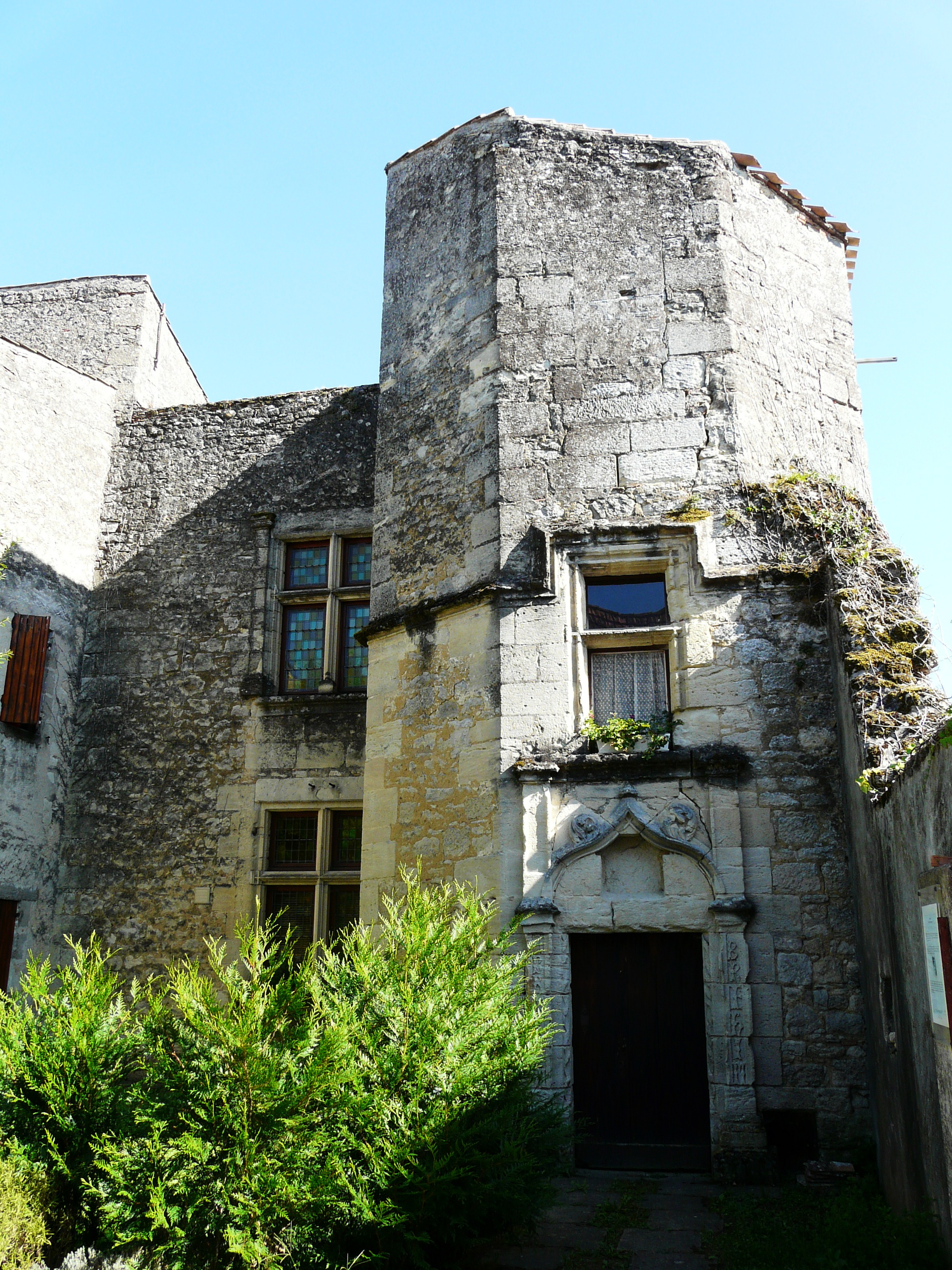
Tour du Gouverneur
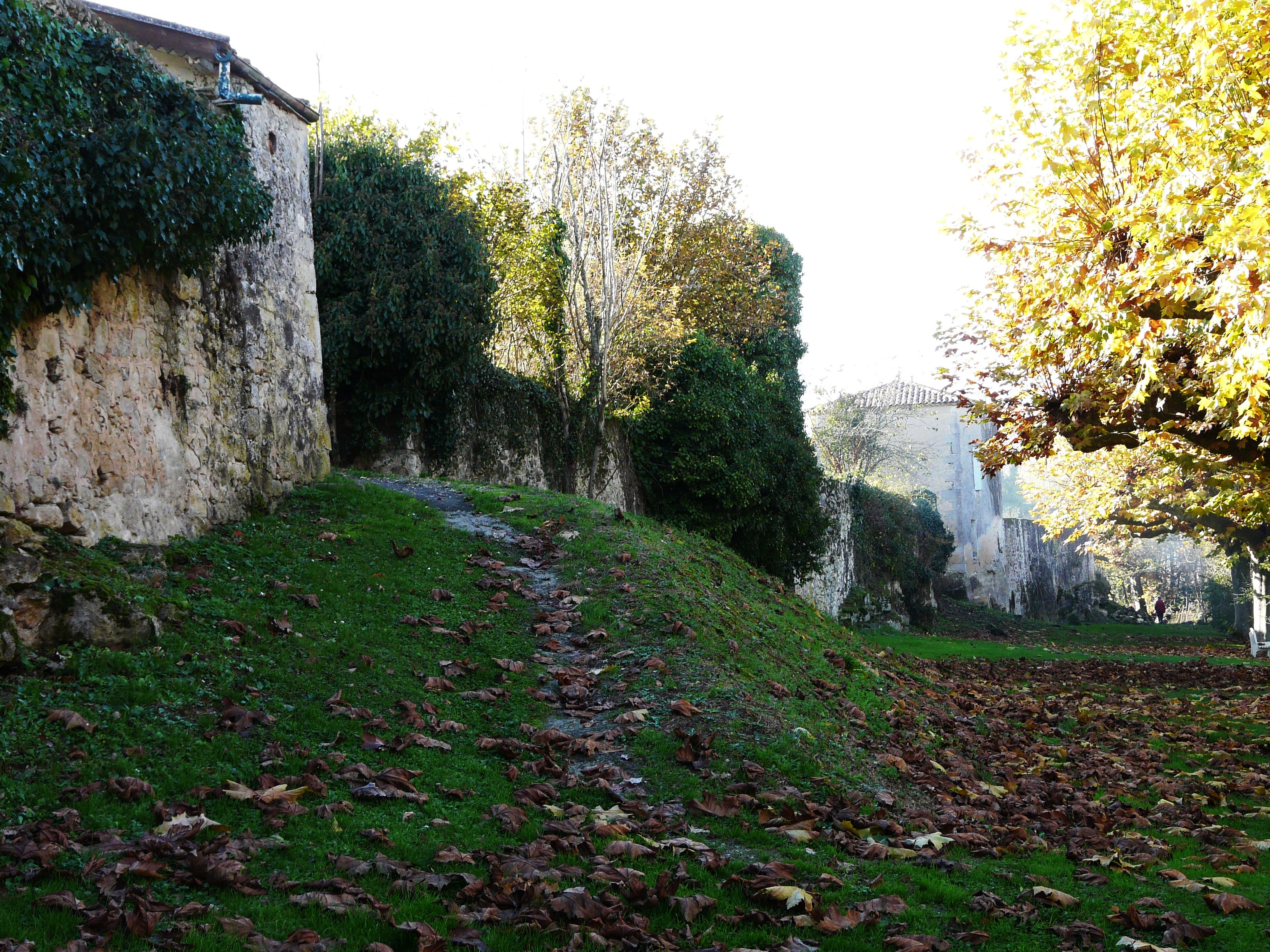
Stadswallen